# Родзянко, Николай Васильевич
Родзя́нко Никола́й Васи́льевич (23 марта 1817, Василевка, Семёновский район — 11 октября 1871, Томск) — российский государственный деятель, действительный статский советник

## Биография
Родился в семье военного, представителя дворянского рода Родзянко. Впоследствии был крупным помещиком Полтавской губернии, имел 3 429 десятин земли, 471 душу временно-обязанных крестьян.
Окончил Пажеский корпус (1835).
С 1836 года служил в Канцелярии Черниговского, Полтавского и Харьковского генерал-губернаторов, затем в Канцелярии статс-секретаря принятия прошений на Высочайшее имя.
В 1846 году занял пост столоначальника в Первом Отделении Второго Департамента Государственных Имуществ.
С 1850 года чиновник по особым поручениям при Министре Народного Просвещения князе П. А. Ширинском-Шихматове.
С 1853 года служил в Главном Управлении Цензуры. 25 января 1857 года назначен Олонецким вице-губернатором в Петрозаводск.
2 августа 1859 года переведён в Псков на должность вице-губернатора.
31 марта 1868 года назначен губернатором Томска.
Будучи губернатором, ревностно исполнял свои обязанности и, инспектируя пересыльную тюрьму, заразился тифом. Спустя несколько дней он умер. Погребён на кладбище Богородице-Алексеевского монастыря. Запомнился томичам борьбой со взяточничеством, среди городских обывателей ходила легенда, по которой из могилы Родзянко ещё долго раздавался истошный крик: «Я вас, канальи, по 3-му пункту». В советское время могила была утрачена.

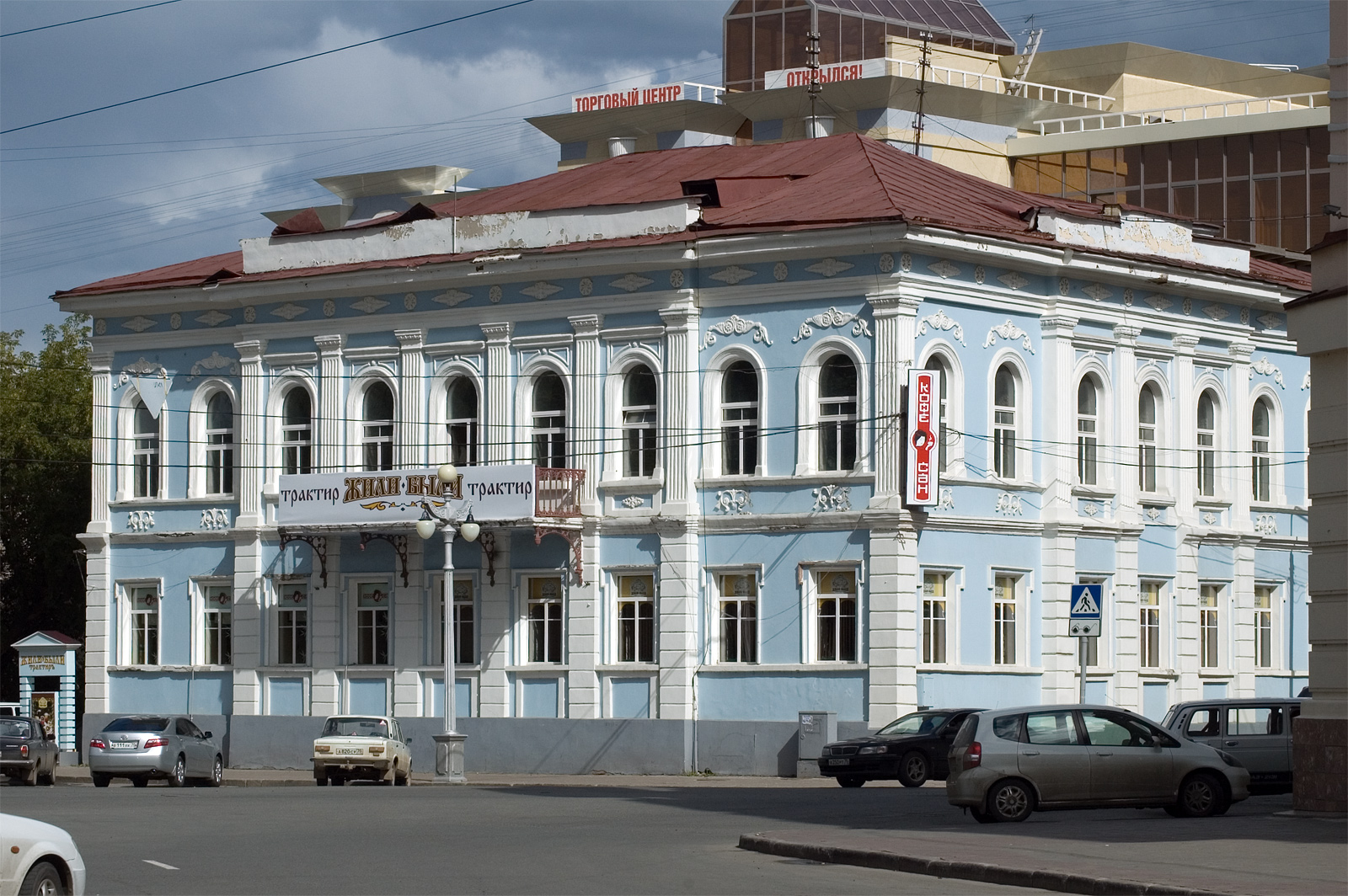
«Губернаторский дом» в Томске

В Томске жил в «губернаторском доме» (Набережная реки Ушайки, д. 16)

## Семья
Супруга (с 21 апреля 1857 года; Петербург) — Аделаида Алексеевна Зубова (1830—14.02.1893), писательница, начальница Киевского института благородных девиц.
Дочь — Ольга (1868—02.06.1872), умерла от эпидемической болезни, похоронена в Аскольдовой могиле.